# Athysanella crispa
Athysanella crispa är en insektsart som beskrevs av Blocker och Johnson 1990. Athysanella crispa ingår i släktet Athysanella och familjen dvärgstritar. Inga underarter finns listade i Catalogue of Life.